# Socialistično samoupravljanje
Socialistično samoupravljanje je bil družbeno politični sistem Socialistične federativne republike Jugoslavije. V Socialistični republiki Sloveniji je v letih 1974 - 1991 temeljil je na Ustavi SRS 1974 in Zakonu o združenem delu 1976. Prejšnja državna lastnina je postala družbena lastnina. Preoblikovanju državnih podjetij v družbene organizacije združenega dela (OZD) se je prijelo ime tozdiranje. Delovne organizacije (DO) ali sestavljene organizacije združenega dela (SOZD) so namreč vključevale več temeljnih organizacij združenega dela (TOZD), ki so se združevale na podlagi samoupravnih sporazumov. Volitve so potekale po precej zamotanem delegatskem sistemu. Na Univerzi v Ljubljani so bile fakultete visokošolske delovne organizacije (VDO), oddelki na njih pa visokošolske temeljne organizacije (VTO) ali visokošolske temeljne organizacije združenega dela (VTOZD).